# CD Projekt
CD Projekt (польское произношение: [ˌt͡sɛˈdɛ ˈprɔjɛkt]) — польская холдинговая компания, издатель, локализатор и разработчик компьютерных игр.

## История
Компания была основана в 1994 году.
Значительный успех, позволивший компании продолжить развитие, имели локализации Diablo и Baldur's Gate. Последняя была продана тиражом 18 тысяч копий, что было весьма значительным показателем для польского рынка, наполненного в тот момент нелицензионной продукцией.
В феврале 2002 года CD Projekt создала новое подразделение, специализирующееся на разработке компьютерных игр — CD Projekt RED. О её основании было объявлено 1 июля 2002 года. Первым проектом студии стала ролевая игра «Ведьмак» (англ. The Witcher, пол. Wiedźmin), основанная на книгах Анджея Сапковского.
6 октября 2005 года CD Projekt запустила интернет-проект gram.pl, где можно продавать или покупать игры.
В феврале 2008 года CD Projekt приобрела компанию Metropolis Software.
В ноябре 2012, после реструктуризации, было принято решение вернуть изначальное название группы компаний CD Projekt.
К сентябрю 2017 года CD Projekt стала крупнейшей публичной компанией-производителем компьютерных игр в Польше, её стоимость составила около 2,3 миллиарда долларов США, а к маю 2020 года её стоимость достигла 8,1 миллиарда долларов США, что сделало CD Projekt крупнейшей компанией в индустрии компьютерных игр в Европе, опережая Ubisoft.

## Группа компаний CD Projekt
- CD Projekt RED — разработчик компьютерных игр. Известны своей серией игр «Ведьмак» и игрой Cyberpunk 2077.
- GOG.com (ранее известная как Good Old Games) — сервис цифровой дистрибуции игр без DRM. Изначально только классических, но с 2012 года и современных.
- Spokko — новообразованная студия, специализирующаяся на разработке мобильных игр.
- The Molasses Flood